# Yoo In-young
Yoo In-young (de nacimiento Yoo Hyo min; Seúl, 5 de enero de 1984) es una actriz y modelo surcoreana.

## Biografía
Es muy buena amiga del actor Kim Ji-seok (a quien conoce desde que trabajaron juntos en Likeable or Not en 2007).

## Carrera
Es miembro de la agencia WIP Entertainment (더블유아이피), agencia subsidiaria de 8D Creative.
Comenzó su carrera como modelo comercial antes de debutar como actriz en 2005. Es conocida por sus papeles en A Man Called God (2010) y Dummy Mommy (2012). En 2013 fue elegida como modelo para Elizabeth Arden, siendo la primera actriz coreana en representar exclusivamente a la marca de cosméticos en la región de Asia.
El 27 de abril del 2020 se unió al elenco principal de la serie Good Casting, donde dio vida a Im Ye-eun, una inteligente madre soltera con dificultades en su examen de servicio civil debido a su falta de concentración, que sueña con convertirse en una agente de la NIS, hasta el final de la serie el 16 de junio del mismo año.

## Filmografía

### Series de televisión
| Año  | Título                                       | Papel                                | Red  | Ref.          |
| ---- | -------------------------------------------- | ------------------------------------ | ---- | ------------- |
| 2005 | Drama City "Oh! Sarah"                       | Sarah                                | KBS2 |               |
| 2005 | Loveholic                                    | Yoon Ja-kyung                        | KBS2 |               |
| 2006 | The Snow Queen                               | Lee Seung-ri                         | KBS2 |               |
| 2007 | Drama City "Cho Yong-pil in Our Memories"    | Chan-joo                             | KBS2 |               |
| 2007 | Likeable or Not                              | Bong Soo-ah                          | KBS1 |               |
| 2008 | My Precious You                              | Baek Se-ra                           | KBS2 |               |
| 2010 | A Man Called God                             | Jang-mi                              | MBC  |               |
| 2011 | Drama Special "Perfect Spy"                  | Lee Min-jung                         | KBS2 |               |
| 2011 | You're Here, You're Here, You're Really Here | Kim Sae-bom                          | MBN  | [ 8 ]         |
| 2012 | Dummy Mommy                                  | Oh Chae-rin                          | SBS  | [ 9 ]         |
| 2012 | My Husband Got a Family                      | Yoo Shin-hye (cameo)                 | KBS2 |               |
| 2013 | Ad Genius Lee Tae-baek                       | Han Byul (cameo)                     | KBS2 |               |
| 2013 | Wonderful Mama                               | Lee Soo-jin                          | SBS  | [ 10 ]        |
| 2013 | Drama Special "The Memory in My Old Wallet"  | Han Ji-woo                           | KBS2 | [ 11 ]        |
| 2013 | Drama Special "The Strange Cohabitation"     | Kim Shin-ae                          | KBS2 | [ 12 ]        |
| 2013 | Empress Ki                                   | Yeon Bi-su                           | MBC  | [ 13 ]        |
| 2013 | My Love from the Star'                       | Han Yoo-ra (invitada, episodios 2-4) | SBS  | [ 14 ]        |
| 2014 | The Three Musketeers                         | Jo Mi-ryeong                         | tvN  | [ 15 ]        |
| 2014 | Drama Festival "4teen"                       | Gom-ja                               | MBC  |               |
| 2015 | Mask                                         | Choi Mi-yeon                         | SBS  | [ 16 ]        |
| 2015 | Oh My Venus                                  | Oh Soo-jin                           | KBS2 | [ 17 ]        |
| 2016 | Goodbye Mr. Black                            | Yoon Ma-ri                           | MBC  | [ 18 ]        |
| 2017 | My Golden Life                               | Jang So-ra                           | KBS2 | [ 19 ]        |
| 2018 | Let's Look at the Sunset Holding Hands       | Shin Da-hye                          | MBC  | [ 20 ]        |
| 2020 | Good Casting                                 | Im Ye-eun                            | SBS  |               |
| 2022 | Crazy Love                                   | Baek Soo-yeon (aparición especial)   | KBS2 | [ 21 ] [ 22 ] |
| 2025 | For Eagle Brothers                           | Ji Ok-boon                           | KBS2 | [ 23 ] [ 24 ] |

### Cine
| Año  | Título                   | Papel                              | Notas                                   |
| ---- | ------------------------ | ---------------------------------- | --------------------------------------- |
| 2004 | Spy Girl                 | Woo Wol-ran                        |                                         |
| 2006 | Les Formidables          | Han Mi-rae                         |                                         |
| 2008 | Crazy Waiting            | Kang Jin-ah                        |                                         |
| 2008 | Like Father, Like Son    | Ma-ri                              |                                         |
| 2010 | Remember When            | profesora de piano                 | cortometraje; acreditada como directora |
| 2011 | A Piano On the Sea       | Eun-soo                            |                                         |
| 2012 | Rain and Rain            | Ji-eun                             |                                         |
| 2013 | Queen of the Night       | cita a ciegas de Young-soo (cameo) |                                         |
| 2015 | Por encima de la ley     | Da-hye                             | [ 25 ]                                  |
| 2016 | Misbehavior              | Hae-young                          | [ 26 ]                                  |
| 2017 | House of the Disappeared | Cameo                              |                                         |
| 2018 | Cheese in the Trap       | Baek In-ha                         | [ 27 ]                                  |
| 2022 | A Day in Tongyeong       | Hee-yeon                           | [ 28 ]                                  |

### Espectáculo de variedades
| Año  | Título                                             | Red     | Notas                              |
| ---- | -------------------------------------------------- | ------- | ---------------------------------- |
| 2009 | It's Raining Men                                   | Mnet    | Miembro del elenco                 |
| 2011 | Actress House                                      | FashioN | Miembro del elenco                 |
| 2014 | Star Story                                         | MBC     | Miembro del elenco                 |
| 2017 | Hot Brain: Problematic Men (The Brainiacs)         | tvN     | (ep. #132-133, 143-144) - invitada |
| 2020 | Shall We Write Love? The Romance (The Romance)     | JTBC    | invitada                           |
| 2020 | My Little Old Boy (Mom's Diary - My Ugly Duckling) | SBS     | presentadora invitada              |
| 2020 | The Manager                                        |         | junto a Jun y Lee Sang-yeob        |

### Vídeos musicales
| Año  | Título de la canción | Artista     |
| ---- | -------------------- | ----------- |
| 2004 | "We Were in Love"    | Lyn         |
| 2005 | "2♡(Two Love)"       | g.o.d       |
| 2005 | "Don't Blame Him"    | Cera        |
| 2007 | "Deep Black"         | M to M      |
| 2008 | "Lalala"             | SG Wannabe  |
| 2009 | "Chewed Gum"         | Chung Lim   |
| 2012 | "Punishment"         | Roh Ji hoon |

## Premios y nominaciones
| Año  | Premio                                       | Categoría                                             | Nominación                   | Resultado | Ref.   |
| ---- | -------------------------------------------- | ----------------------------------------------------- | ---------------------------- | --------- | ------ |
| 2007 | KBS Drama Awards                             | premio excelencia, actriz de drama                    | Cho Yong-pil in Our Memories | Ganadora  | [ 32 ] |
| 2007 | KBS Drama Awards                             | mejor actriz nueva                                    | Likeable or Not              | Nominada  |        |
| 2008 | 44th Baeksang Arts Awards                    | mejor actriz nueva (TV)                               | Likeable or Not              | Nominada  |        |
| 2011 | 33rd Golden Cinematography Awards            | mejor cortometraje                                    | Remember When                | Ganadora  |        |
| 2011 | KBS Drama Awards                             | premio excelencia, actriz de drama                    | Perfect Spy                  | Nominada  |        |
| 2012 | 20th Korean Culture and Entertainment Awards | premio excelencia, actriz de drama                    | Dummy Mommy                  | Ganadora  | [ 33 ] |
| 2012 | SBS Drama Awards                             | premio especial, actriz de drama diario/fin de semana | Dummy Mommy                  | Nominada  |        |
| 2013 | 8th Asia Model Festival Awards               | Fashionista Award                                     | —                            | Ganadora  | [ 34 ] |
| 2013 | 2nd APAN Star Awards                         | mejor vestida                                         | Wonderful Mama               | Ganadora  | [ 35 ] |
| 2014 | 4th APAN Star Awards                         | estrella más popular                                  | Oh My Venus                  | Ganadora  | [ 36 ] |
| 2017 | 22nd Chunsa Film Art Awards                  | mejor actriz de reparto                               | Misbehavior                  | Ganadora  | [ 37 ] |
| 2017 | 2017 Korean Film Shining Stars Awards        | Popularity Award                                      | Misbehavior                  | Ganadora  | [ 38 ] |
| 2017 | 26th Buil Film Awards                        | mejor actriz de reparto                               | Misbehavior                  | Nominada  |        |